# Drama, Iambol
Drama (în bulgară Драма) este un sat în comuna Tundja, regiunea Iambol,  Bulgaria. 

## Demografie
Componența etnică a satului Drama
     Bulgari (89,74%)
     Romi (6,41%)
     Nicio identificare (0%)
     Altele (3,84%)
La recensământul din 2011, populația satului Drama era de 78 locuitori. Din punct de vedere etnic, majoritatea locuitorilor (89,74%) erau bulgari, cu o minoritate de romi (6,41%). Pentru 0,0% din locuitori nu este cunoscută apartenența etnică.